# Церковь Сошествия Святого Духа (Каргополь)
Це́рковь Соше́ствия Свято́го Ду́ха — православная церковь в городе Каргополь Архангельской области.

## История
Полуразрушен и заброшен. В храме была чудотворная икона — резной образ свт. Николая Можайского.